# 聯邦之威
聯邦之威，是日本純種競賽馬匹。生涯活躍於一哩賽事，曾勝出中山金盃及中山紀念。

## 出賽前
2007年6月6日出生於北海道千歲市社台牧場，成長途中於一口馬主俱樂部Shadai Race Horse Co. Ltd.進行馬主募集。
其後交由栗東訓練中心練馬師松田國英訓練。

## 競賽生涯

### 3歲
2010年3月20日出戰阪神競馬場3歲新馬戰，選擇留後之下雖然於最後直路發揮優秀的末腳速度，但仍然未能追上前方賽駒取得第四。
賽後其被發現右膝骨折，因而進入長期休養，同時於休養途中轉籍地方，交由船橋競馬場的練馬師出村克己訓練。

### 4歲
2011年2月24日於4歲馬戰復出，維持於前頭位置下順利在直路突圍，跑出全場最快末腳之下拉開後方3馬位取得首勝。
然而其後受到東日本大震災影響，船橋競馬場所屬的南關東公營競馬宣佈暫停所有賽事，因而聯邦之威再度轉籍，進入隸屬姬路競馬場的田中道一馬房。
4月19日出戰轉廄後的首戰4歲以上馬戰，再度採用前置戰術下最最後彎道順利透出取得領先優勢，其後繼續保持衝勁下成功彈離對手取得連勝。
有見其於地方賽事的優秀表現，陣營決定安排其重返中央作賽，並交由美浦訓練中心練馬師田中剛訓練。
6月18日出戰3歲以上500萬獎金以下條件戰，保持於中團位置下在對面直路中後段開始變奏加速，成功進佔有利下在直路瞬間超越對手，最終以優秀的表現取得三連勝。
其後繼續於條件戰級別的賽事作賽，雖然於支笏湖特別及馬來西亞盃均未能掄元取得第四，但於隨後的鎌谷特別及東京歡迎高級賽中取得連勝。

### 5歲
2012年首戰為中山金盃，為其首次挑戰分級賽。比賽開始後，其並未採取主動的策略，而是緩慢地進佔中團約莫第八的位置，但於對面直路開始接受騎師蛯名正義的催策逐步上前，於第四彎道時候經處於第四。進入直路後，其於中內檔位置逐步加速成功透出，最終成功壓制大和飛鷹之下取得首個分級賽冠軍。
其後挑戰中山紀念，賽前落後邁向輝煌及紅樂手取得第三人氣。比賽開始後，其繼續選擇自身擅長的前置戰術，逐步貼欄之下保持於第五的位置穩定推進，並於比賽途中大部份時間均維持於此。進入直路後，其迅速嚮應騎師蛯名的指揮由所在位置衝出，不斷壓迫前方領放馬國際高球下於最後關頭將其超越，率先衝線下達成分級賽連勝。
完成中山紀念後，陣營安排其出戰產經大阪盃，由於主戰騎師蛯名早前落馬受傷，因而原定改由杜滿萊策騎，但於對方在3月18日被罰停賽下，再度改為搭配橫山典弘。比賽開始後，其順利貼欄並保持於前頭第四的位置，於對面直路稍為發力下進佔第三。進入直路後，其於內欄位置展開加速下輕鬆超越前方的賽駒一度取得領先，但隨後被外檔以凌厲姿態衝出的湘南聲威超越，最終以第二完賽。
其後於年間繼續挑戰中距離賽事，但於寶塚紀念以第十大敗，進入秋季後出戰每日王冠及秋季天皇賞亦取得兩位數的名次。

### 6歲
2013年5月在五月錦標復出，但以尾二第十七大敗，12月出戰朝日挑戰盃亦未能發揮優秀表現取得第十五。
於朝日挑戰盃的落敗後，陣營認為其開始衰退，因而安排其退役。

### 詳細賽績
| 日期       | 舉辦國家 | 馬場 | 距離   | 級別 | 賽事名稱             | 負重 | 騎師     | 馬號 | 出馬 | 名次 | 時間   | 頭馬（二馬）      |
| ---------- | -------- | ---- | ------ | ---- | -------------------- | ---- | -------- | ---- | ---- | ---- | ------ | ----------------- |
| 20/3/2010  | 日本     | 阪神 | 草1800 |      | 3歲新馬              | 56   | 武豐     | 12   | 15   | 4    | 1:52.4 | Battle Iguazu     |
| 24/2/2011  | 日本     | 船橋 | 泥1500 |      | 4歲馬                | 55   | 杜滿樂   | 4    | 12   | 1    | 1:37.5 | （Cool Fountain） |
| 19/4/2011  | 日本     | 園田 | 泥1400 |      | 4歲以上馬            | 56   | 田中學   | 9    | 10   | 1    | 1:32.5 | （Fuseno Shark）  |
| 18/6/2011  | 日本     | 中山 | 草1800 |      | 3歲以上500萬獎金以下 | 57   | 蛯名正義 | 6    | 12   | 1    | 1:48.8 | （Season's Best） |
| 14/8/2011  | 日本     | 札幌 | 草2600 |      | 支笏湖特別           | 55   | 蛯名正義 | 4    | 13   | 4    | 2:41.0 | Fumino Yamabiko   |
| 3/9/2011   | 日本     | 札幌 | 草2000 |      | 馬來西亞盃           | 57   | 四位洋文 | 7    | 12   | 4    | 2:03.8 | Chagall           |
| 1/10/2011  | 日本     | 中山 | 草2000 |      | 鎌谷特別             | 57   | 田中勝春 | 4    | 11   | 1    | 2:01.0 | （Transwarp）     |
| 27/11/2011 | 日本     | 東京 | 草2000 |      | 東京歡迎高級賽       | 57   | 蛯名正義 | 3    | 16   | 1    | 1:59.5 | （No Stir）       |
| 5/1/2012   | 日本     | 中山 | 草2000 | GIII | 中山金盃             | 55   | 蛯名正義 | 12   | 16   | 1    | 1:59.4 | （大和飛鷹）      |
| 26/2/2012  | 日本     | 中山 | 草1800 | GII  | 中山紀念             | 56   | 蛯名正義 | 3    | 11   | 1    | 1:47.3 | （國際高球）      |
| 1/4/2012   | 日本     | 阪神 | 草2000 | GII  | 產經大阪盃           | 57   | 横山典弘 | 6    | 12   | 2    | 2:05.7 | 湘南聲威          |
| 24/6/2012  | 日本     | 阪神 | 草2200 | GI   | 寶塚紀念             | 58   | 蛯名正義 | 12   | 16   | 10   | 2:14.2 | 黃金巨匠          |
| 7/10/2012  | 日本     | 東京 | 草1800 | GII  | 每日王冠             | 57   | 蛯名正義 | 2    | 16   | 16   | 1:47.3 | 機伶獵駒          |
| 28/10/2012 | 日本     | 東京 | 草2000 | GI   | 秋季天皇賞           | 58   | 横山典弘 | 10   | 18   | 15   | 1:59.0 | 榮進閃耀          |
| 18/5/2013  | 日本     | 東京 | 草1800 | OP   | 五月錦標             | 58   | 蛯名正義 | 7    | 18   | 17   | 1:47.2 | Tamuro Sky        |
| 7/12/2013  | 日本     | 阪神 | 草1800 | GIII | 朝日挑戰盃           | 58   | 村田一誠 | 15   | 18   | 15   | 1:47.7 | 阿基米德          |

## 退役後
退役後，聯邦之威成為了配種馬，於北海道新冠町白馬Stallion休養，在2014年進行配種。首批子嗣於2015年出生。首批子嗣可於2017年出賽。
2014年7月被轉移至韓國濟州特別自治道濟州市金岳牧場，於來年於此地進行配種。
2021年8月30日，其於牧場內突然死亡，享年14歲。

## 血統簡介
父系帝國先驅為美國賽駒，生涯戰績彪炳，曾勝出佛羅里達打吡、活特紀念錦標及貝蒙錦標三項一級賽。祖父Unbridled爲美國賽駒，生涯戰績優秀，曾勝出佛羅里達打吡、肯塔基打吡及育馬者盃經典大賽等賽事。
母系舞伴為日本賽駒，生涯戰績優秀，曾勝出優駿牝馬（日本橡樹大賽）及女皇伊利沙伯二世盃。外祖父週日寧靜是美國三冠賽雙冠馬，退役後在日本配種，在日本馬壇相當成功，贏得多項分級賽事，其子嗣贏得巨額獎金，連續12年成為日本冠軍種馬。

### 血統表
| 父線：Fappiano系（淘金者系）                                     |                            |                  |                 |
| 種馬 帝國先驅 2000年（深棗色）                                   | Unbridled 1987年（深棗色） | Fappiano         | 淘金者          |
| 種馬 帝國先驅 2000年（深棗色）                                   | Unbridled 1987年（深棗色） | Fappiano         | Kilaloe         |
| 種馬 帝國先驅 2000年（深棗色）                                   | Unbridled 1987年（深棗色） | Gana Facil       | Le Fabuleux     |
| 種馬 帝國先驅 2000年（深棗色）                                   | Unbridled 1987年（深棗色） | Gana Facil       | Charedi         |
| 種馬 帝國先驅 2000年（深棗色）                                   | Toussaud 1989年（深棗色）  | El Gran Senor    | 北地舞人        |
| 種馬 帝國先驅 2000年（深棗色）                                   | Toussaud 1989年（深棗色）  | El Gran Senor    | Sex Appeal      |
| 種馬 帝國先驅 2000年（深棗色）                                   | Toussaud 1989年（深棗色）  | Image of Reality | In Reality      |
| 種馬 帝國先驅 2000年（深棗色）                                   | Toussaud 1989年（深棗色）  | Image of Reality | Edee's Image    |
| 繁殖雌馬 舞伴 1992年（棗色）                                     | 週日寧靜 1986年（棕色）    | Halo             | Hail to Reason  |
| 繁殖雌馬 舞伴 1992年（棗色）                                     | 週日寧靜 1986年（棕色）    | Halo             | Cosmah          |
| 繁殖雌馬 舞伴 1992年（棗色）                                     | 週日寧靜 1986年（棕色）    | Wishing Well     | Understanding   |
| 繁殖雌馬 舞伴 1992年（棗色）                                     | 週日寧靜 1986年（棕色）    | Wishing Well     | Mountain Flower |
| 繁殖雌馬 舞伴 1992年（棗色）                                     | Dancing Key 1983年（棗色） | 尼真斯基         | 北地舞人        |
| 繁殖雌馬 舞伴 1992年（棗色）                                     | Dancing Key 1983年（棗色） | 尼真斯基         | Flaming Page    |
| 繁殖雌馬 舞伴 1992年（棗色）                                     | Dancing Key 1983年（棗色） | Key Partner      | Key to the Mint |
| 繁殖雌馬 舞伴 1992年（棗色）                                     | Dancing Key 1983年（棗色） | Key Partner      | Native Partner  |
| 雌系：Dancing Key系（號族：7）                                   |                            |                  |                 |
| 五代內近親交配：北地舞人 4×4、In Reality 5×4、Raise a Native 5×5 |                            |                  |                 |

## 命名由來
名字Federalist（フェデラリスト）意思為：「聯邦黨人」，香港則加以聯想，翻譯為「聯邦之威」。

## 外部連結
- 聯邦之威 netkeiba.com （页面存档备份，存于）
- 血統表 （页面存档备份，存于）